# Scară seismică
O scară seismică servește la evaluarea și compararea efectelor cutremurelor. În seismologie se utilizează două tipuri de scări seismice, ambele utile, dar de natură diferită. Efectele locale ale unui cutremur asupra mediului înconjurător, clădirilor și populației sunt descrise în scări de intensitate. Energia eliberată într-un cutremur și propagată sub forma de unde seismice este măsurată în scări de magnitudine. În principiu, un cutremur este descris de o singură magnitudine, dar va avea o intensitate dependentă de locul în care sunt evaluate efectele sale, în funcție de distanța de la epicentru și de condițiile de propagare a undelor seismice.